# Utvandrarmonumentet

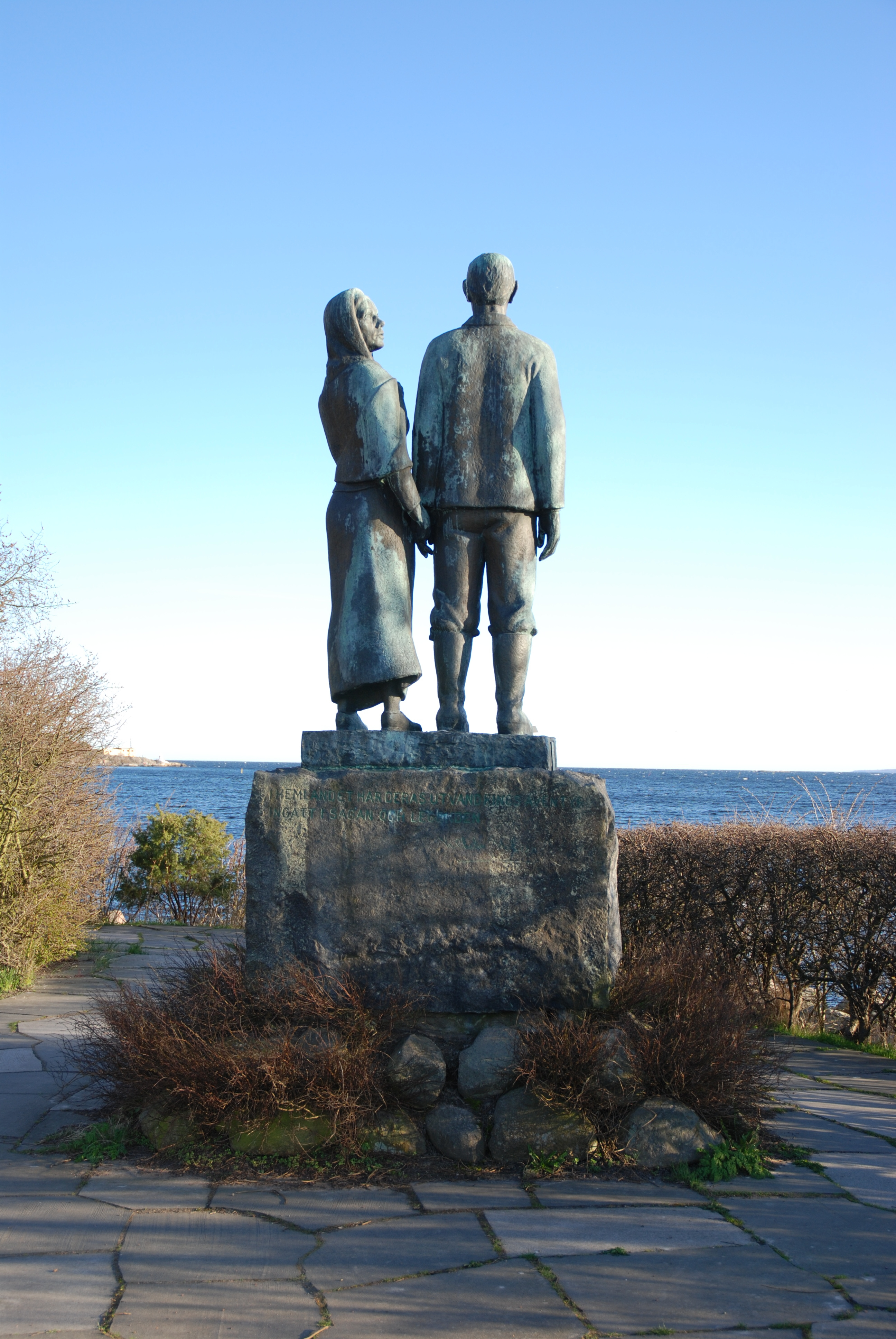
Utvandrarmonumentet sett från landssidan.

Utvandrarmonumentet är ett monument eller staty utfört i brons i Hamnparken i Karlshamn skapat av konstnären Axel Olsson och invigt 1959. Monumentet är ett minnesmärke över sydsvensk emigration på 1800-talet och föreställer en man och en kvinna, där mannen blickar ut mot havet mot den nya framtiden, medan kvinnan tittar bakåt mot de där hemma som man lämnar.

## Bakgrund
Idén om ett monument presenterades 1956 av konstnären Axel Olsson för Karlshamns hamnkapten Harry Stone, där Olsson nämnt inspirationen från författaren Vilhelm Mobergs utvandrarserie, men där han beskrivit sin egen idé och bild av ett utvandrarmonument. Kulturvårdsnämnden i Karlshamn beställde detta "minnesmärke över sydsvensk emigration" och hade i december 1957 insamlat största delen av kostnaden 75 000 kronor för verket.

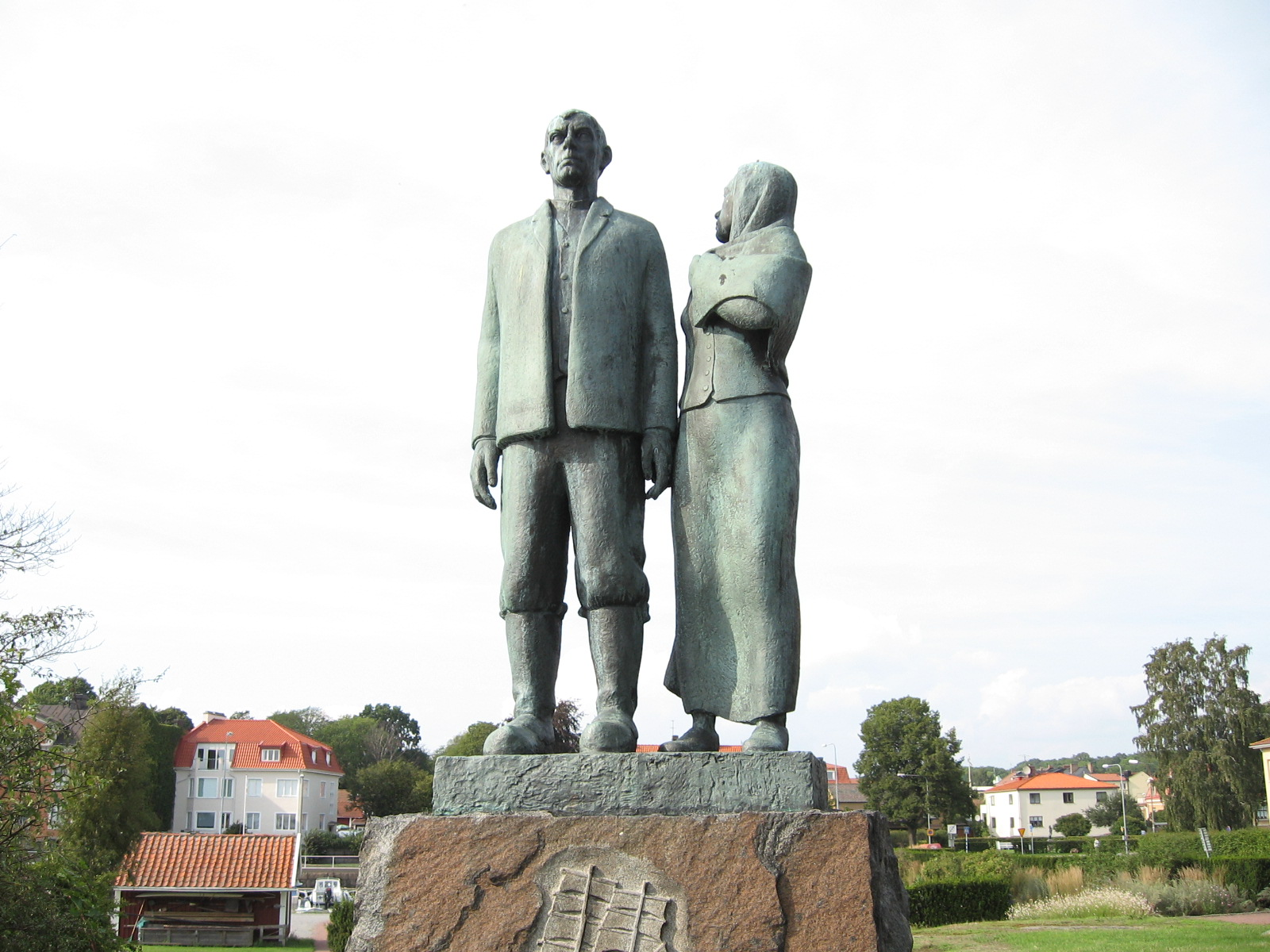
Utvandrarmonumentet sett från havssidan

Monumentet föreställer en man och en kvinna, där mannen blickar ut mot havet mot den nya framtiden, medan kvinnan tittar bakåt mot de där hemma som man lämnar. Konstnären har velat skildra den stund då det strax inte längre fanns möjlighet att ångra beslutet att utvandra.
I samband med invigningen underströk Olsson att han ingalunda avsett att åstadkomma något slags porträtt av huvudpersonerna i Mobergs epos, utan att monumentet symboliserar de tusen och åter tusen svenska män och kvinnor som lämnade Sverige för att slå sig ner på andra sidan Atlanten.

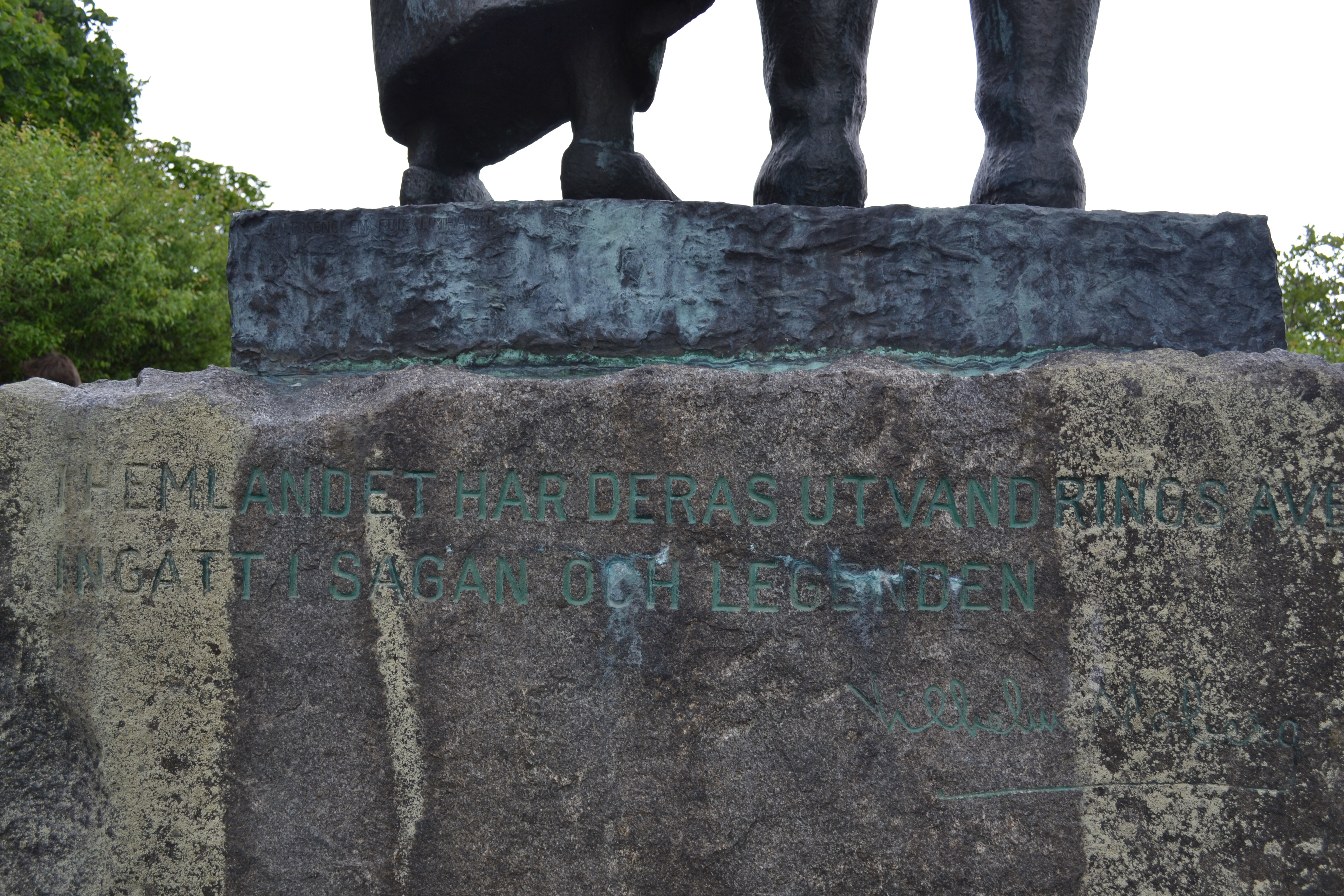
Inskriptionen på Utvandrarmonumentet: "I hemlandet har deras utvandrings äventyr ingått i sagan och legenden".

Monumentet avtäcktes den 20 juni 1959 i närvaro av bland andra Vilhelm Moberg, och har alltsedan sin tillkomst kommit att förknippas med dennes romanfigurer Karl Oskar och Kristina. Moberg använde bilder på konstverket i annonseringen av Sista brevet till Sverige, och monumentet kallas ofta "Karl-Oskar och Kristina".
På sockeln står följande ord från Vilhelm Moberg: "I hemlandet har deras utvandrings äventyr ingått i sagan och legenden".
Gipsoriginalet till statyn skänktes 1967 till Utvandrarnas hus i Växjö i samband med dess tillkomst.

### Liknande monument
Sedan 1994 finns en liknande staty uppenbart inspirerad av Utvandrarmonumentet på torget i staden Lindström i Minnesota, USA.
Ett liknande monument, benämnt Auswandererdenkmal (Bremerhaven)(de), som visar en utvandrarfamilj, och som uttrycker samma spänning mellan lämnande och förväntan, finns sedan 1986 i Bremerhaven. Monumentet är utfört av den amerikanska skulptören Frank Varga(en).